# Leucotrichia interrupta
Leucotrichia interrupta är en nattsländeart som beskrevs av Oliver S. Flint Jr. 1991. Leucotrichia interrupta ingår i släktet Leucotrichia och familjen smånattsländor. Inga underarter finns listade i Catalogue of Life.